# Мург макхані
Мург макхані (гінді मुर्ग़ मक्खनी), також курча в маслі, курка у вершково-томатному соусі — страва з курки у слабкопряному томатному соусі, що походить з Індії.

## Історія та кухня
Страву розробили троє індійців — Кундан Лал Гуджрал, Кундан Лал Джаггі та Такур Дасс, усі троє — пенджабські ресторатори, що заснували ресторан Моті Махал у Делі, Індія. Страву приготували «випадково», змішавши залишки курки із томатною підливою, звареною з маслом і вершками. В Австралії та Новій Зеландії це також начинка для пирога.
Ця страва є найпопулярнішим індійським каррі, причому не тільки всередині країни, але й у всьому світі.

## Приготування
Курка кілька годин маринується в лимонному соку, дахі (йогурті) і суміші з червоного перцю кашмірі, солі, гарам масала і імбирної часникової пасти.
Курка зазвичай готується в тондирі (традиційна глиняна піч), але може бути смаженою на грилі, запеченою або обсмаженою на сковороді. Подається в м'якому соусі каррі, що містить масло. Соус робиться на основі помідорів та цибулі, які тушкуються до м'якою консистенції і поки не випарується значна частина води. Наприкінці його протирають, щоб соус був оксамитовий однорідний. Існує багато варіацій складу та спецій соусу. Спеції можуть включати кардамон, кмин, гвоздику, корицю, коріандр, перець, гарам масала та пажитник (Пенджабі / хінді: касурі меті). Вершки можна використовувати в соусі або як прикрасу. Кеш'ю-паста може використовуватися як загусник і прикрашається кінзою.